# Ючерс, Марис
Ма́рис Ю́черс (латыш. Māris Jučers; род. 18 июня 1987 года в Приекуле, Латвийская ССР, СССР) — латвийский хоккеист, вратарь. В настоящее время является игроком хоккейного клуба «Лиепая», выступающего в Латвийской хоккейной лиге.
В составе сборной Латвии принимал участие в чемпионатах мира 2011, 2012 и 2013 годов.

## Достижения
- Чемпион Латвии (2008, 2009, 2011)
- Обладатель Кубка Надежды 2013 года в составе «Динамо Рига».